# Chautauqua Airlines
Chautauqua Airlines était une compagnie régionale américaine fondée en 1973, filiale de Republic Airways Holdings basée à Indianapolis dans l'Indiana aux États-Unis. D'après des données publiées en avril 2008, elle exploitait plus de 680 vols réguliers par jour vers 94 aéroports répartis dans 30 états américains. Elle exploitait des vols vers 52 aéroports aux États-Unis et au Canada pour le compte de Delta Connection. Le 31 décembre 2014 elle fut absorbée dans Shuttle America.

## Flotte

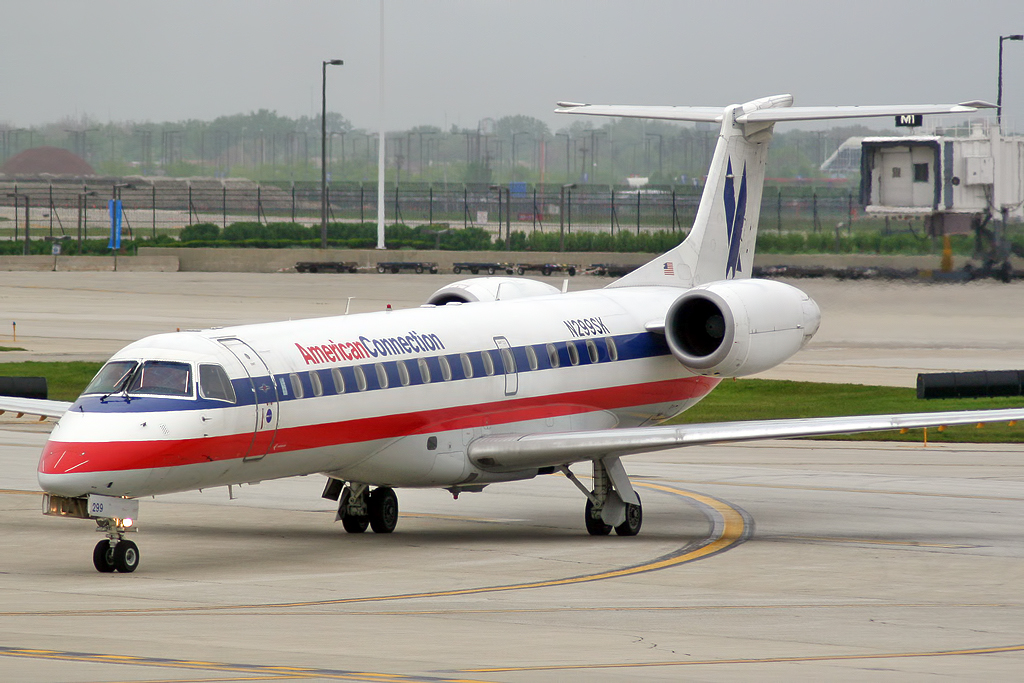
Embraer EMB-135KL d'American Connection opéré par Chautauqua Airlines

Au moment de sa fermeture, Chautauqua Airlines exploitait les avions suivants :
- 41 Embraer ERJ 145LR